# Gaspar Rubio
Gaspar Rubio Meliá (Serra, Valencia, 14 de diciembre de 1907-Ciudad de México, 3 de enero de 1983) fue un futbolista español y emblemático jugador del Real Madrid Club de Fútbol, del que llegó a ser su máximo goleador histórico. Delantero inteligente con un gran toque de balón, llegó a ser considerado como uno de los mejores jugadores del mundo en sus inicios antes de que su carrera desbocase por su díscolo carácter, el cual marcó todo su devenir.
Fue internacional absoluto con la selección española en cuatro ocasiones.

## Trayectoria
Nacido en Serra, con pocos meses de vida sus padres se mudaron a Barcelona, donde el progenitor obtuvo un empleo en una fábrica de cava, por lo que comenzó su carrera futbolística con un periplo en equipos catalanes. Jugó en el Football Club Sant Sadurní de Noya, Reus Deportiu y Gràcia Football Club antes de fichar por el Levante Football Club de su comunidad natal. Con los levantinistas jugó una temporada antes de que arribase la profesionalización del fútbol a España, momento en el que recaló en el Real Madrid Football Club, donde disputó la primera edición del Campeonato de Liga de España. Con apenas dieciocho años, pronto se consagró como uno de los mejores goleadores del país e incluso llegó a ser el máximo goleador histórico de Primera División y el máximo goleador histórico del club madrileño tras superar el anterior registro de Santiago Bernabéu en apenas dos temporadas. Ganado con creces el apodo de «el rey» o «rey mago», en referencia a su nombre, fue internacional absoluto con la selección española y llegó incluso a ser catalogado por la prensa internacional como el mejor jugador del momento, pero también el más irregular.
Tras declararse en rebeldía con el club madridista recaló un año en América, donde jugó en Cuba y México a cambio de una pequeña fortuna. Cuando quiso regularizar contractualmente su situación, la apuesta no fue satisfactoria y marcó su devenir al romperse una pierna y recibir la prohibición de la FIFA a su contrato ya que aún pertenecía a la disciplina madrileña, circunstancias estas que no solo provocaron su regreso —no sin polémica— sino que desde entonces perdió el gran olfato goleador que le caracterizó. Con su puesto ocupado por otros jugadores y tras apenas disputar un par de encuentros del Campeonato de España de 1932 fue traspasado al otro conjunto de la capital, entonces en la segunda categoría española, el Athletic de Madrid (a cambio de Eduardo Ordóñez). Comenzó a aquejarse de molestias en la rodilla, y un poco a ciegas le diagnosticaron una lesión en el astrágalo, del que le operaron, y se ganó el irónico apelativo de «rey del astrágalo», ya con pocos visos de recuperar el buen fútbol de años atrás. Para 1934 el jugador regresó a tierras valencianas en busca de sus raíces, y más concretamente al Valencia Football Club, donde permaneció hasta que estalló en el país la Guerra Civil. Debido al conflicto bélico se suprimieron las competiciones deportivas, y únicamente en la zona republicana se mantuvieron al principio de la misma. En ese año, 1937, ganó la Copa de la España Libre con su antiguo equipo del Levante F. C.
Con el fin de la guerra volvió al Madrid F. C., tuvo tiempo de sumar dos goles más a su registro histórico en la entidad hasta fin de año, momento en el que inició un nuevo periplo por la geografía española para recalar año a año en diferentes clubes como el Club Recreativo Granada, el Club Real Murcia, y nuevamente Levante U. D., Granada C. F. y Levante U. D., antes de finalizar una carrera deportiva, marcada a posteriori por su temperamento y sus decisiones, en la Unión Deportiva Melilla.
Tras su retirada entrenó a la Real Balompédica Linense, Levante U. D., U. D. Melilla, Hércules Club de Fútbol, Granada C. F., Club Deportivo Atlético Baleares, Orihuela Club de Fútbol y Unión Deportiva Lérida. En 1957, regresó a México, donde estableció definitivamente su residencia para trabajar como director técnico del equipo Club de Fútbol Atlante, y posteriormente, del Deportivo Toluca. Falleció en Ciudad de México el 3 de enero de 1983.

## Selección nacional
Disputó cuatro encuentros con España, todos saldados con victoria, en los que anotó 9 goles. Debutó frente a Portugal (5-0) en Sevilla, el 17 de marzo de 1929. Su último encuentro como internacional fue el 1 de enero de 1930 en Barcelona contra Checoslovaquia, finalizado con un resultado de 1-0.
Fue pieza fundamental, sin embargo, del equipo hispano que por primera vez en su historia venció en el antiguo Metropolitano a Inglaterra por 4-3, el 15 de mayo de 1929. Rubio marcó dos de los goles en la que fue también primera derrota inglesa fuera de las Islas, y por cuya actuación —sumada a su trayectoria hasta entonces— fue señalado por la prensa internacional como el mejor jugador del mundo del momento.

## Estadísticas

### Clubes
En sus inicios y en edad cadete, militó en el Football Club Sant Sadurní y el Reus Deportiu, previo a su llegada como juvenil al Gràcia Football Club, y ya con 18 años al Real Madrid Football Club. En plena temporada 1930-31 puso rumbo a América para jugar unos bolos con la Juventud Asturiana de Cuba y de ahí a México donde recaló para firmar un contrato profesional, vetado por el club madridista al interponer la correspondiente demanda en la FIFA, ya que aún tenía contrato en vigor en España. Tras disputas verbales acerca del mismo, regresó para cumplirlo y salir de la entidad rumbo al rival capitalino. Cabe resaltar que durante su estadía en América fue el promotor de la gira del Racing de Madrid que terminaría con la desaparición del club.
En 1937, durante el transcurso de la Guerra Civil, Rubio militó en el Levante Football Club, sito en la entonces zona republicana del conflicto bélico, y en el que se disputó la Copa España Libre. Esta no cuenta con la oficialidad pertinente, motivo por el que no figuran sus 6 partidos y 2 goles anotados en dicho torneo, mientras que en la temporada 1941-42 retornó al conjunto levantino para evitar su descenso a regional, algo que no pudo evitar. Se desconocen con exactitud los datos de sus últimos años en Tercera División, pudiendo militar en la U. D. Melilla o la Real Balompédica Linense según fuentes y ya como jugador-entrenador.
| Gràcia F. C. | 1926-27                  | 1.ª C.                   | Inexistente | Inexistente | —  | —  | 14          | 1           | 14   | 1    | 0.07   |
| Levante F. C. | 1927-28                  | 1.ª C.                   | Inexistente | Inexistente | 7  | 7  | 2+          | 0+          | 9    | 7    | 0.78   |
| Real Madrid F. C. | 1928-29                  | 1.ª                      | 17          | 11          | 9  | 10 | 8           | 9           | 34   | 30   | 0.88   |
| Real Madrid F. C. | 1929-30                  | 1.ª                      | 17          | 19          | 10 | 8  | 6           | 11          | 33   | 38   | 1.15   |
| Real Madrid F. C. | 1930-31                  | 1.ª                      | —           | —           | —  | —  | 2           | 2           | 2    | 2    | 1      |
| Madrid F. C. | 1931-32                  | 1.ª                      | —           | —           | 2  | —  | —           | —           | 2    | 0    | 0      |
| Athletic de Madrid | 1932-33                  | 2.ª                      | 12          | 5           | 4  | 3  | 8           | 2           | 24   | 10   | 0.42   |
| Athletic de Madrid | 1933-34                  | 2.ª                      | —           | —           | —  | —  | 1           | —           | 1    | 0    | 0      |
| Total Athletic de Madrid | Total Athletic de Madrid | Total Athletic de Madrid | 12          | 5           | 4  | 3  | 9           | 2           | 25   | 10   | 0.40   |
| Valencia F. C. | 1934-35                  | 1.ª                      | 15          | 5           | 5  | 3  | 8           | 5           | 28   | 13   | 0.46   |
| Valencia F. C. | 1935-36                  | 1.ª                      | —           | —           | —  | —  | 4           | 4           | 4    | 4    | 1      |
| Total Valencia F. C. | Total Valencia F. C.     | Total Valencia F. C.     | 15          | 5           | 5  | 3  | 12          | 9           | 32   | 17   | 0.53   |
| Madrid F. C. | 1939-40                  | 1.ª                      | —           | —           | —  | —  | 4           | 2           | 4    | 2    | 0.50   |
| Total Madrid F. C. | Total Madrid F. C.       | Total Madrid F. C.       | 34          | 30          | 21 | 18 | 20          | 24          | 75   | 72   | 0.96   |
| Recreativo Granada | 1939-40                  | 2.ª                      | 14          | 5           | —  | —  | ?           | ?           | 14+  | 5+   | >0.36< |
| Real Murcia | 1940-41                  | 1.ª                      | 10          | 1           | —  | —  | -           | -           | 10   | 1    | 0.10   |
| Levante U. D. | 1941-42                  | 2.ª                      | —           | —           | ?  | ?  | Inexistente | Inexistente | 0+   | 0+   | ?      |
| Granada C. F. | 1942-43                  | 1.ª                      | 3           | 1           | —  | —  | Inexistente | Inexistente | 3    | 1    | 0.33   |
| Levante U. D. | 1944-45                  | 3.ª                      | ?           | ?           | —  | —  | Inexistente | Inexistente | ?    | ?    | ?      |
| U. D. Melilla | 1945-47                  | 3.ª                      | ?           | ?           | —  | —  | Inexistente | Inexistente | ?    | ?    | ?      |
| Total carrera | Total carrera            | Total carrera            | 88+         | 47+         | 37 | 31 | 57+         | 36+         | 182+ | 114+ | >0.63< |
| (1) No existía el Campeonato de Liga (1926-28). Club de 1.ª categoría por las federaciones catalana y valenciana. (2) Incluye datos de la Copa de España (1928-36). (3) Incluye datos del Campeonato Regional de Guipúzcoa, (1925-28); Campeonato Regional Centro (1928-35). (4) No incluye goles en partidos amistosos. |                          |                          |             |             |    |    |             |             |      |      |        |

### Entrenador
| Club                     | País   | Año       |
| ------------------------ | ------ | --------- |
| Recreativo Granada       | España | 1939-1940 |
| Real Balompédica Linense | España | ??        |
| Levante UD               | España | 1945      |
| Melilla                  | España | 1945-1947 |
| Hércules CF              | España | 1947-1950 |
| Recreativo Granada       | España | 1950-1951 |
| Atlético Baleares        | España | 1951-1952 |
| Orihuela Deportiva       | España | 1952-1953 |
| Hércules CF              | España | 1953      |
| UD Lérida                | España | 1954      |
| Club América             | México | 1957      |
| CF Atlante               | México | 1957-1958 |
| Deportivo Toluca         | México | 1958-1959 |

### Distinciones
- Es hijo predilecto del municipio de Serra.[7]